# Kopeng
Kopeng is een bestuurslaag in het regentschap Semarang van de provincie Midden-Java, Indonesië. Kopeng telt 6609 inwoners (volkstelling 2010).